# Marcel Dagenais
 (décembre 2017).
Si vous disposez d'ouvrages ou d'articles de référence ou si vous connaissez des sites web de qualité traitant du thème abordé ici, merci de compléter l'article en donnant les références utiles à sa vérifiabilité et en les liant à la section « Notes et références ».
Pour les articles homonymes, voir Dagenais.
Marcel Dagenais, né le 22 février 1935 à Montréal et mort le 14 février 2001 à Montréal, est un mathématicien et économiste québécois. 
Il a obtenu un doctorat en sciences économiques de l'Université Yale en 1964. Il a eu pour professeurs James Tobin et Tjalling Koopmans, tous deux lauréats du prix Nobel d'économie.
Il est reconnu mondialement pour avoir conçu des outils théoriques qui ont grandement amélioré la précision des analyses statistiques. 
Le Prix Marcel-Dagenais a été créé en 2001 en reconnaissance de sa contribution exceptionnelle à la Société canadienne de science économique. Ce prix portait le nom de Prix de la Société de science économique depuis 1982.

## Distinctions
- 1982 : prix Marcel-Dagenais
- 1987 : bourse Killam
- 1991 : prix Marcel-Vincent
- 1999 : prix Léon-Gérin

- Bourse Woodrow Wilson
- Prix du statisticien d'expression française de la Société de statistique de Paris